# Jolfa
Jolfa (persiska: جُلفا) är en ort i Iran. Den ligger i provinsen Östazarbaijan, i den nordvästra delen av landet, 600 km nordväst om huvudstaden Teheran. Jolfa ligger 704 meter över havet och antalet invånare är 4 983.
Jolfa är administrativ huvudort i delprovinsen (shahrestan) med samma namn, Jolfa.
Terrängen runt Jolfa är kuperad åt nordost, men åt sydväst är den platt. Jolfa ligger nere i en dal. Runt Jolfa är det ganska tätbefolkat, med 80 invånare per kvadratkilometer. Närmaste större samhälle är Hādīshahr, 10,3 km söder om Jolfa. Trakten runt Jolfa består i huvudsak av gräsmarker.